# Eerste Kamerverkiezingen 1887 (I)
De Eerste Kamerverkiezingen 1887 (I) waren reguliere Nederlandse verkiezingen voor de Eerste Kamer der Staten-Generaal. Zij vonden plaats op 12 juli 1887.
De verkiezingen werden gehouden voor een derde deel van de zittende leden van de Eerste Kamer van wie de zittingstermijn afliep. Bij deze verkiezingen kozen de leden van Provinciale Staten - die bij de Statenverkiezingen in mei 1886 gekozen waren - in negen kiesgroepen naar provincie dertien nieuwe leden.
De uitslag van de verkiezingen was als volgt:
| Groepering/partij          | Zetels | Zetels | Zetels | Zetels | Zetels | Zetelverdeling naar provincie | Zetelverdeling naar provincie | Zetelverdeling naar provincie | Zetelverdeling naar provincie | Zetelverdeling naar provincie | Zetelverdeling naar provincie | Zetelverdeling naar provincie | Zetelverdeling naar provincie | Zetelverdeling naar provincie | Zetelverdeling naar provincie | Zetelverdeling naar provincie |
| Groepering/partij          | 1884   | Af     | Bij    | 1887   | +/-    | Gr                            | F                             | D                             | O                             | Ge                            | U                             | NH                            | ZH                            | Z                             | NB                            | L                             |
| -------------------------- | ------ | ------ | ------ | ------ | ------ | ----------------------------- | ----------------------------- | ----------------------------- | ----------------------------- | ----------------------------- | ----------------------------- | ----------------------------- | ----------------------------- | ----------------------------- | ----------------------------- | ----------------------------- |
| Liberale Unie              | 25     | 9      | 9      | 25     | 0      | 2                             | 3                             | 1                             | 3                             | 3                             |                               | 4                             | 7                             | 2                             |                               |                               |
| katholieken                | 8      | 3      | 3      | 8      | 0      |                               |                               |                               |                               |                               |                               |                               |                               |                               | 5                             | 3                             |
| conservatieven             | 1      | 0      | 0      | 1      | 0      |                               |                               |                               |                               | 1                             |                               |                               |                               |                               |                               |                               |
| gematigde liberalen        | 2      | 0      | 0      | 2      | 0      |                               |                               |                               |                               |                               | 1                             | 1                             |                               |                               |                               |                               |
| Anti-Revolutionaire Partij | 0/1    | 0      | 0      | 1      | 0      |                               |                               |                               |                               |                               | 1                             |                               |                               |                               |                               |                               |
| conservatief-protestanten  | 1/0    | 0      | 0      | 0      | 0      |                               |                               |                               |                               |                               |                               |                               |                               |                               |                               |                               |
| conservatief-liberalen     | 2      | 1      | 1      | 2      | 0      |                               |                               |                               |                               | 1                             |                               | 1                             |                               |                               |                               |                               |
| totaal                     | 39     | 13     | 13     | 39     | 0      | 2                             | 3                             | 1                             | 3                             | 5                             | 2                             | 6                             | 7                             | 2                             | 5                             | 3                             |

## Gekozenen
Bij deze verkiezingen waren dertien leden aftredend, die allen herkozen werden. De zittingstermijn van deze leden zou ingaan op 19 september 1887.  
De uitslag van deze verkiezingen werd irrelevant nadat op 17 augustus 1887 de Eerste Kamer ontbonden was vanwege de goedkeuring door Tweede Kamer en Eerste Kamer van een voorstel tot wijziging van de Grondwet in eerste lezing waardoor alle leden van de Eerste Kamer aftraden. De hierdoor noodzakelijk geworden tussentijdse verkiezingen vonden plaats op 9 september 1887.  
*1850 · 1853 · 1856 · 1859 · 1862 · 1865 · 1868 · 1871 · 1874 · 1877 · 1880 · 1883 · *1884 · 1887 (I) · *1887 (II) · *1888 · 1890 · 1893 · 1896 · 1899 · 1902 · *1904 · 1907 · 1910 · 1913 · 1916 · *1917 · 1919 · *1922 · *1923 · 1926 · 1929 · 1932 · 1935 · *1937 · *1946 · *1948 · 1951 · *1952 · 1955 · *1956 (I) · *1956 (II) · 1960 · *1963 · 1966 · 1969 · *1971 · 1974 · 1977 · 1980 · *1981 · *1983 · *1986 · 1987 · 1991 · 1995 · 1999 · 2003 · 2007 · 2011 · 2015 · 2019 · 2023

* algemene verkiezingen in verband met vervroegde ontbinding van de Eerste Kamer

vanaf 1987 bedraagt de vaste zittingstermijn van de Eerste Kamer vier jaar